# Georgi Iwanowitsch Tschulkow

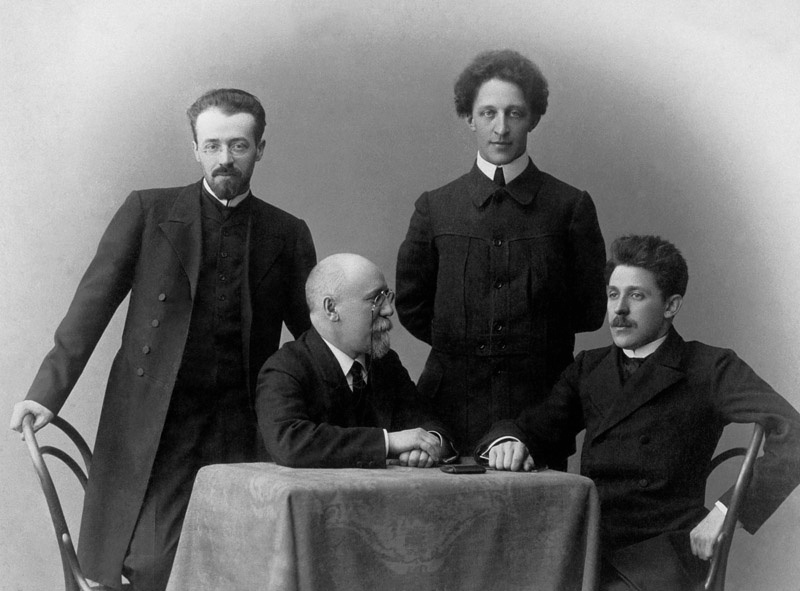
Von links: Konstantin Erberg, Fjodor Sologub, Alexander Blok, Georgi Tschulkow (Dezember 1908)

Georgi Iwanowitsch Tschulkow (russisch Георгий Иванович Чулков; * 20. Januarjul. / 1. Februar 1879greg. in Moskau; † 1. Januar 1939 ebenda) war ein russischer Schriftsteller, Literaturkritiker und Dichter des Symbolismus.

## Leben
Tschulkows Vater stammte aus einer alten Adelsfamilie des Gouvernements Tambow und war Beamter im Militäramt. Tschulkows Onkel Wladimir Alexandrowitsch Alexandrow war Dramaturg und schrieb die Geschichte einer Ehe, die 1912 im Maly-Theater aufgeführt wurde. Tschulkow wurde 1889 aufs Gymnasium geschickt und begann 1898 das Studium an der medizinischen Fakultät der Universität Moskau, das er nicht abschloss.
An der Universität trat Tschulkow in das Exekutivkomitee der vereinigten Landsmannschaften und Organisationen ein, das die revolutionär gestimmten Studenten vereinigte. 1901 wurde er wegen revolutionärer Tätigkeiten verhaftet und für 4 Jahre nach Amga in Jakutien verbannt. 1903 wurde er amnestiert und lebte in Nischni Nowgorod unter polizeilicher Beobachtung. 1904 ging er nach St. Petersburg, wo er sein erstes Buch mit Erzählungen veröffentlichte. Auch übersetzte er Lieder Maurice Maeterlincks. Bald stellte ihn Dmitri Sergejewitsch Mereschkowski als Sekretär der Zeitschrift Nowy Put (Neuer Weg) ein. Nach dem Verbot dieser Zeitschrift während der Revolution 1905 gab Tschulkow die Zeitschrift Woprossy Schisni (Lebensfragen) heraus, bei der Nikolai Alexandrowitsch Berdjajew und Sergei Nikolajewitsch Bulgakow mitarbeiteten. Im folgenden Jahr veröffentlichte er das aufsehenerregende Buch über den Mystischen Anarchismus, in dem er den Individualismus und die persönliche Freiheit propagierte mit Ablehnung jeder Form von Kontrolle einschließlich der sozialen und politischen Kontrolle. 1906–1908 gab er drei Sammelbände der Fackel für Symbolismus-Autoren heraus. 1909–1915 lebte er in Italien, Frankreich und der Schweiz. Im Ersten Weltkrieg befand er sich 1916 als Arzt an der Front.

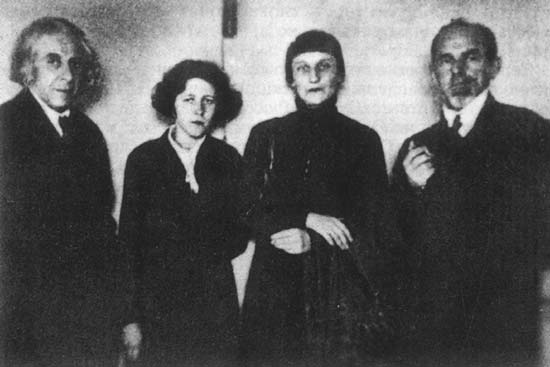
Von links: Georgi Tschulkow, Marija Petrowych, Anna Achmatowa, Ossip Mandelstam (1930er Jahre)

Nach der Oktoberrevolution veröffentlichte er weiter entsprechend seinen philosophischen und sozialpolitischen Ansichten, ohne sich an die neue Regierung anpassen zu wollen. In den 1920er Jahren erschienen seine Sammelbände mit Erzählungen und Gedichten. 1930 veröffentlichte er seine Memoiren unter dem Titel Wanderjahre, denen die Übertreibung der eigenen Rolle vorgeworfen wurde. Er arbeitete als Literaturkritiker. Er widmete sich dann dem Leben und Werk Fjodor Iwanowitsch Tjuttschews. Auch gab er Bücher über das Werk Puschkins (1938) und Dostojewskis (1939) heraus. Seine Theorie des mystischen Anarchismus sah er zunehmend kritisch und bezeichnete sie als seinen größten Irrtum.
Tschulkow war mit Nadeschda Grigorjewna Tschulkowa (1874–1961) verheiratet. Er starb an Tuberkulose und wurde auf dem Moskauer Nowodewitschi-Friedhof begraben.